# أندرو غولدبرغ (كاتب)
أندرو غولدبرغ (بالإنجليزية: Andrew Goldberg)‏ (17 مارس 1978)؛ كاتب سيناريو وروائي أمريكي.

## روابط خارجية
- أندرو غولدبرغ على موقع IMDb (الإنجليزية)
- أندرو غولدبرغ على موقع قاعدة بيانات الفيلم (الإنجليزية)